# 크리스 니즈
크리스 니즈(영어: Kris Needs, 1954년 7월 3일 ~ 현재)는 영국의 음악 저널리스트이자 작가로 1970년부터 음악에 관한 글을 썼다. 초기 펑크 시기인 1977년 8월 23살의 나이에 잡지 지그재그의 편집장이 되었으며, 프라이멀 스크림, 조 스트러머, 키스 리처즈 등 다양한 록 음악가의 전기를 썼다.

## 어린 시절
1972년, 니즈는 모트 더 후플의 팬 클럽 시 다이버스(Sea Divers)의 총무가 되어 자신의 집인 버킹엄셔주 에일즈베리에서 활동했다. 1970년대 말 니즈는 바이스 크림스라는 밴드의 프론트맨으로 활동하며 존 오트웨이의 에일즈베리 마켓 광장 무료 콘서트에서 공연을 하고 더 클래시의 믹 존스, 토퍼 히든과 함께 롤링 스톤스가 전성기이던 1960년대 말에 사용했던 녹음실에서 작업한 싱글을 발매하기도 했다. 빌리 아이돌이 밴드의 퍼커션이자 백 보컬을 담당하기도 했다.

## 경력
니즈는 옥스퍼드셔주의 지역 신문 테임 가제트에서 저널리스트로서의 일을 시작하였으며, 이후 벅스 애드버타이저에서 일을하다가 영국의 첫 음악 월간지인 지그재그의 편집장이 되었다.
2022년 그는 모조, 레코드 컬렉터, 클래식 록, 프로그, 일렉트로닉 사운드, 비브 르 록, 신디그! 등 다양한 잡지에 글을 쓰고 있다.